# Roland Barthes
Roland Gérard Barthes (Cherbourg, Francuska, 12. studenoga 1915. – Pariz, 25. ožujka 1980.), francuski teoretičar književnosti, filozof, kritičar i semiotičar. Barthes istražuje veoma širok raspon tema te služi kao utjecaj na razvoj škole teorija poput strukturalizma, semiotike, egzistencijalizma, socijalne teorije, marksizma, antropologije te poststrukturalizma.

## Život
Barthes je rođen 12. studenoga 1915. u Cherbourgu u Normandiji, sin pomorskog časnika Louisa Barthesa stradalog u bitci u Sjevernome moru. Njegova majka, Henriette Barthes, kao i njegova strina i baka brinule su se za njega. S jedanaest godina obitelj se seli u Pariz no unatoč tome ranome preseljenju njegovi provincijalni korijeni ostaju veoma jaki sve do kraja njegovog života.
Na pariškoj Sorbonni koju pohađa od 1935. do 1939. pokazuje se ambicioznim učenikom. Kakogod, u tom razdoblju također boluje od raznoraznih bolesti, kao i tuberkuloze zbog koje mnogo vremena provodi u izolaciji sanatoriuma. Učestali fizički slomovi mu narušavaju akademsku karijeru i polaganje ispita te biva odriješen od vojne službe.
Od 1939. do 1948. uglavnom radi na dobivanju diplome iz gramatike i filologije, izdaje svoje prve akademske radove, sudjeluje u medicinskim studijima, ali se i dalje bori s bolešću. Godine 1948. se vraća isključivo akademskome radu te dobiva brojne kratkotrajne poslove na institutima u Francuskoj, Rumunjskoj i Egiptu. Istovremeno pridonosi svojim radovima pariškom lijevičarskom časopisu Combat, a isti postepeno izrastaju u cjelovitu knjigu, Le degré zéro de l'écriture (1953). U 1952. pronalazi mjesto na Centre national de la recherche scientifique gdje studira leksikologiju i sociologiju. U nasljednih sedam godina provedenih tamo počinje pisati popularni serijal dvomjesečnih eseja za časopis Les Lettres Nouvelles u kojima pobija mitove popularne kulture (kasnije sakupljenih u zbirci Mitologije izdanoj 1957. godine).
Rane šezdesete provodi istraživajući semiotiku i strukturalizam, te izmjenjivajući razne akademske radne pozicije širom Francuske i nastavljajući proizvoditi dugometražne studije. Mnogi njegovi radovi kritiziraju postojeće tradicionalne akademske poglede književne kritike. Njegove ideje dovode do nesuglasja s Raymondom Picardom koji napada francuski New Criticism (oznaku koju pogrešno nadjeva Barthesu) zbog navodnog nedostatka poštovanja prema francuskim književnim korijenima. Barthes pak odgovara u svome djelu Kritika i istina iz 1966. gdje optužuje staru buržoazijsku kritiku za manjak brige o nijansama i finoći jezika te o selektivnoj neukosti u kritici opozicijskih teorija i pogleda (kao što je na primjer Marksizam).
Do kasnih šezdesetih Barthes uspostavlja popriličnu reputaciju. Putuje u SAD i Japan te održava prezentacije. Svoje najpoznatije djelo, esej Smrt autora koje služi kao jedan od temeljnih prijelaznih radova u istraživanju logike strukturalističke misli piše 1967. godine. Kasnije nastavlja doprinositi zajedno s Philippeom Sollersom avangardnom književnom časopisu Tel Quel gdje se razvijaju slične ideje onima iz Barthesovih pisanja. 1970. Barthes izdaje kritiku Balzacova djela Sarrasine naziva S/Z. Tijekom sedamdesetih nastavlja graditi književnu kritiku te razvija pojmove tekstualnosti i pisačke neutralnosti. 1971. gostuje kao predavač na sveučilištu u Genevi.
Godine 1977. biva odabran za predsjedatelja Sémiologie Littéraire na ustanovi Collège de France u Parizu. Iste godine njegova majka Henriette Barthes s kojom je živio 60 godina umire. Njegovo posljednje veliko djelo Camera Lucida je dijelom esej o prirodi fotografije a dijelom pomirenje sa smrću njegove majke. 
Dana 25. veljače 1980. Barthesa udara vozilo nakon napuštanja zabave koju je održao François Mitterrand. Mjesec dana kasnije umire od povreda.

## Vanjske poveznice
- (engl.) Oscillation, Roland Barthes